# Södermanlands runinskrifter 140
Runinskrift Sö 140 är en runsten som står jämte Sö 139 utmed vägen mellan Lid och Aspa i Ludgo socken, Södermanland. Båda stenarna är placerade i södra vägkanten nere i en dalsänka och intill bäcken vid Korpabro.

## Stenen
Runsten Sö 140 hittades 1899 i Juresta som ligger en bit bort i sydost. Ornamentiken uppvisar en glosögd runorm som med utstickande tunga avviker på så vis, att dess huvud och svans strävar utåt mot stenens ytterkanter, istället för som brukligt är vara inåtriktade och låsta i motivets bas. Ristningen markerar att den är skapad av asatroende och inskriften vädjar om asaguden Tors beskyddande. Den från runor översatta runtexten lyder enligt nedan:

## Inskriften
Translitterering av runraden:
§P : santar : raisþi : stain : eftiʀ : iuar : franta sin : inki : fuþiʀ : sun · snialiʀa ¶ siþi þur 
§Q : santar : raisþi : stain : eftiʀ : iuar : franta sin : inki : fuþiʀ : sun · snialiʀa ¶ i siþiuþu
Normalisering till runsvenska:
§P Sandarr ræisþi stæin æftiʀ Ioar/Ivar, frænda sinn. Ængi føðiʀ sun sniallara. Siði(?) Þorr(?). 
§Q Sandarr ræisþi stæin æftiʀ Ioar/Ivar, frænda sinn. Ængi føðiʀ sun sniallara i Sveþiuðu.
Översättning till nusvenska:
§P Sandar reste stenen efter Joar (eller Ivar) sin frände. Ingen föder en käckare son. Tor skydde (vården)! 
§Q Sandar reste stenen efter Joar (eller Ivar) sin frände. Ingen föder en raskare son i Svitjod.
Nekrologen är inte unik, närbelägna Sö Fv1948;289 avslutas på liknande sätt. 
Den senaste läsningsförsöket hävdar att runkrysset kan läsas som í *siðið(i)u ”i trosutövningen(?)”, som kan bevittna att stenen är kristen, men att man ville inte förmedla detta till de oinvigda vid skiftet från asatron till kristendomen.

## Se även

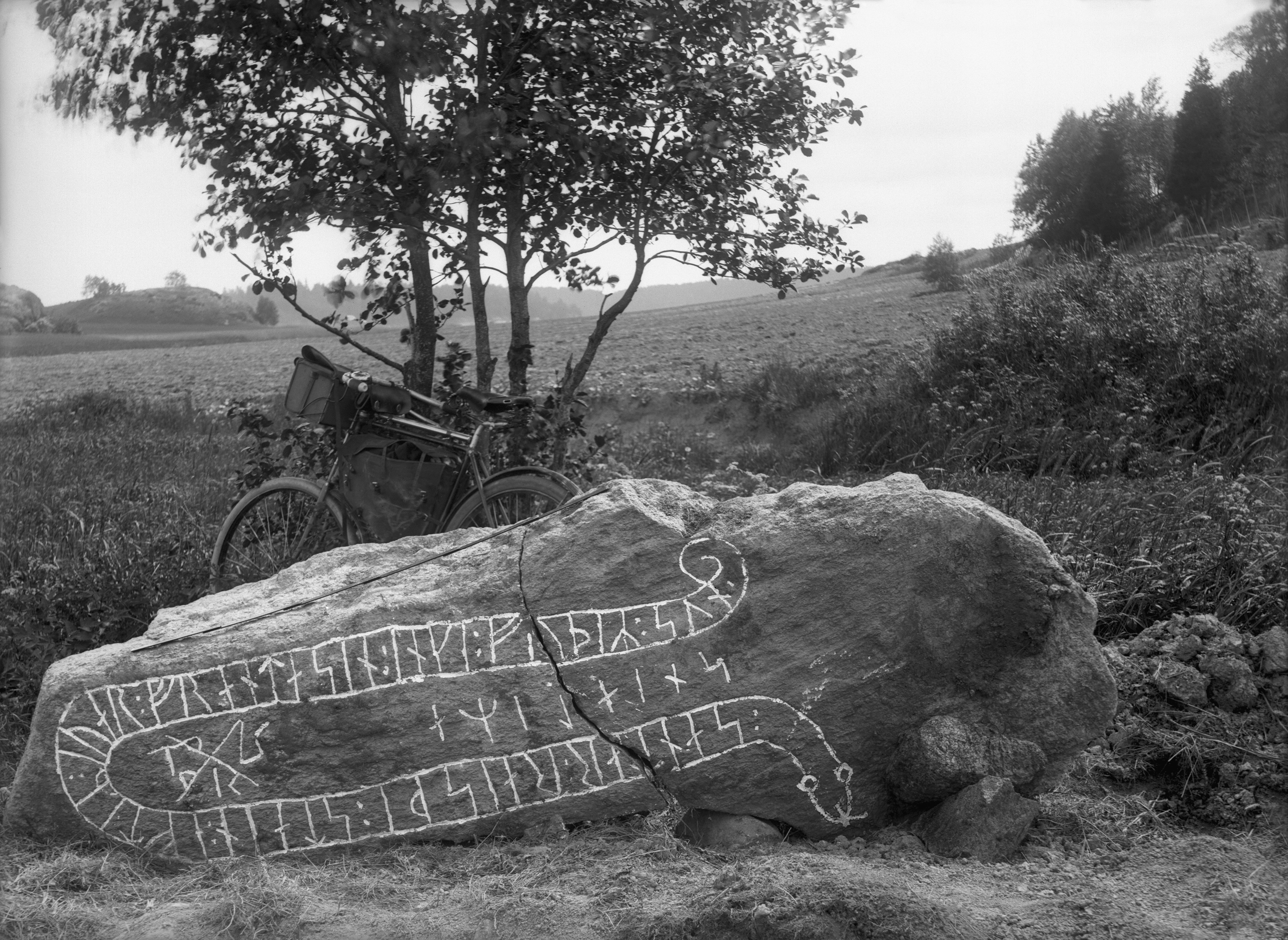
Texten avslutas i märkligt runkryss.